# لچاشن
لچاشن (به ارمنی: Լճաշեն) یک شهر در ارمنستان است که در استان گغارکونیک واقع شده‌است. لچاشن در  کیلومتری شمال گاوار، مرکز استان گغارکونیک واقع شده است.

## خصوصیات
لچاشن ۵٬۰۵۴ نفر جمعیت دارد و در ارتفاع  متر بالاتر از سطح دریا قرار گرفته است.

## نگارخانه

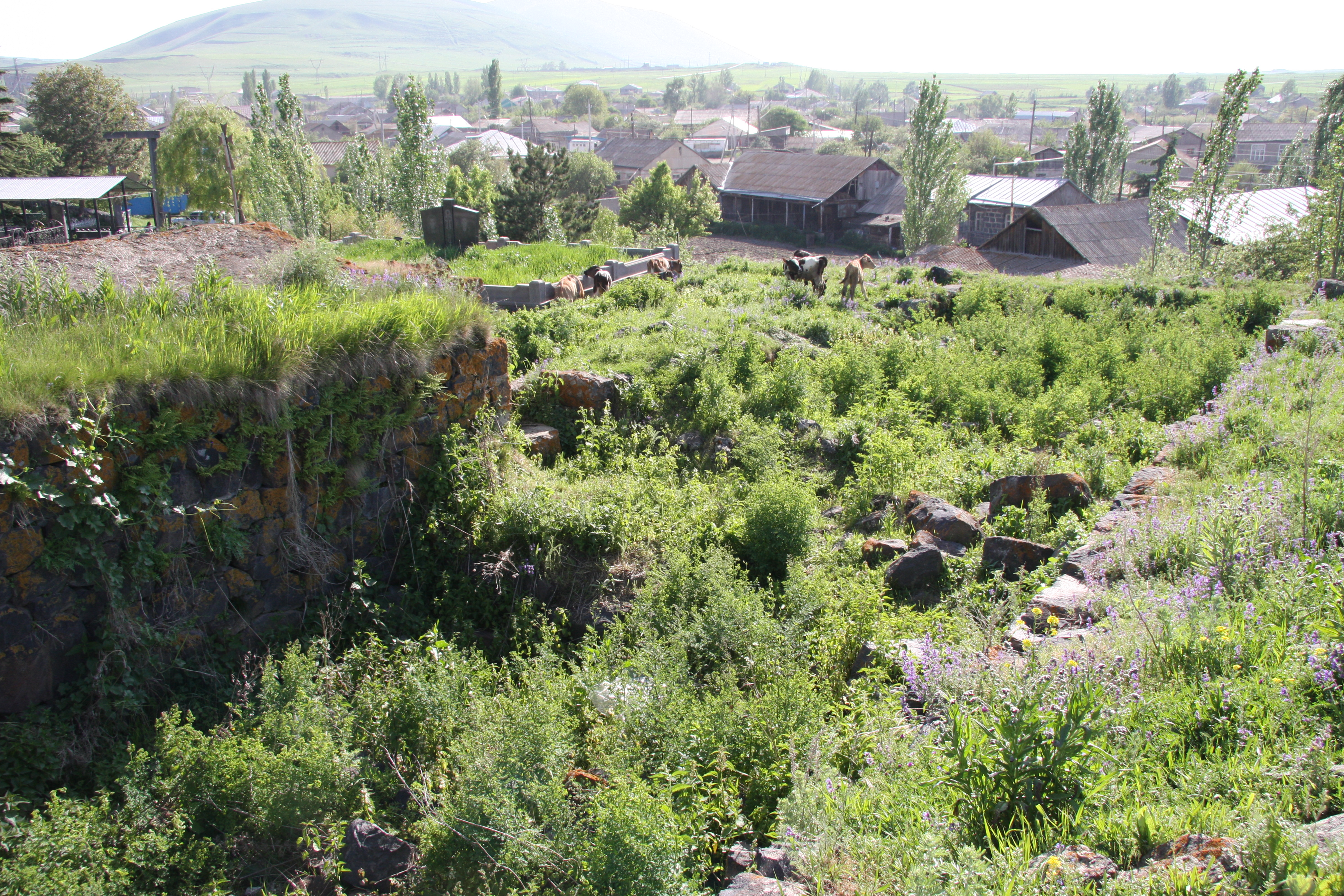
A view of Lchashen from the Red Monastery
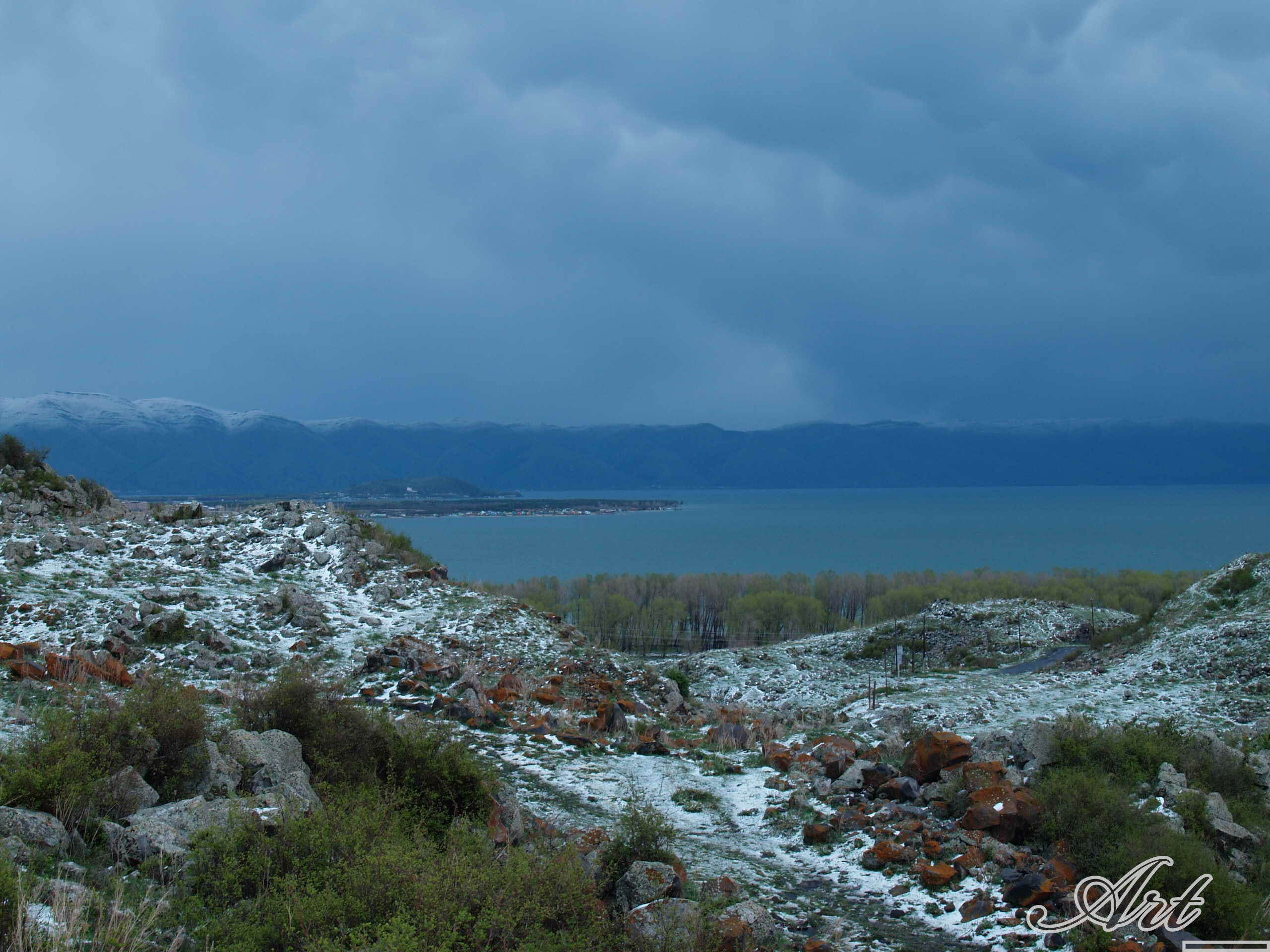
دژ اورارتویی و دریاچه سوان
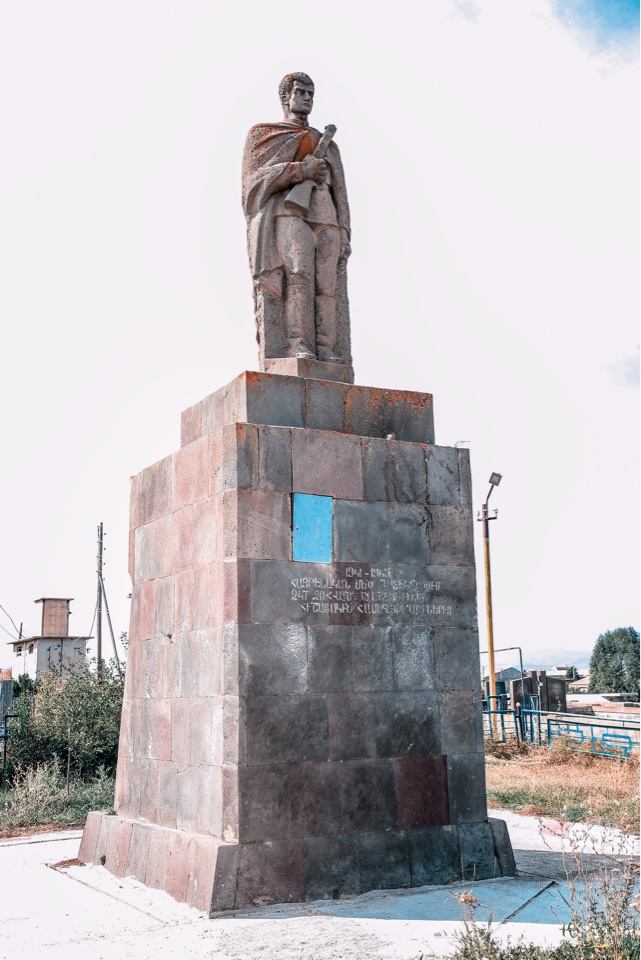
بنای یادبود جنگ جهانی دوم
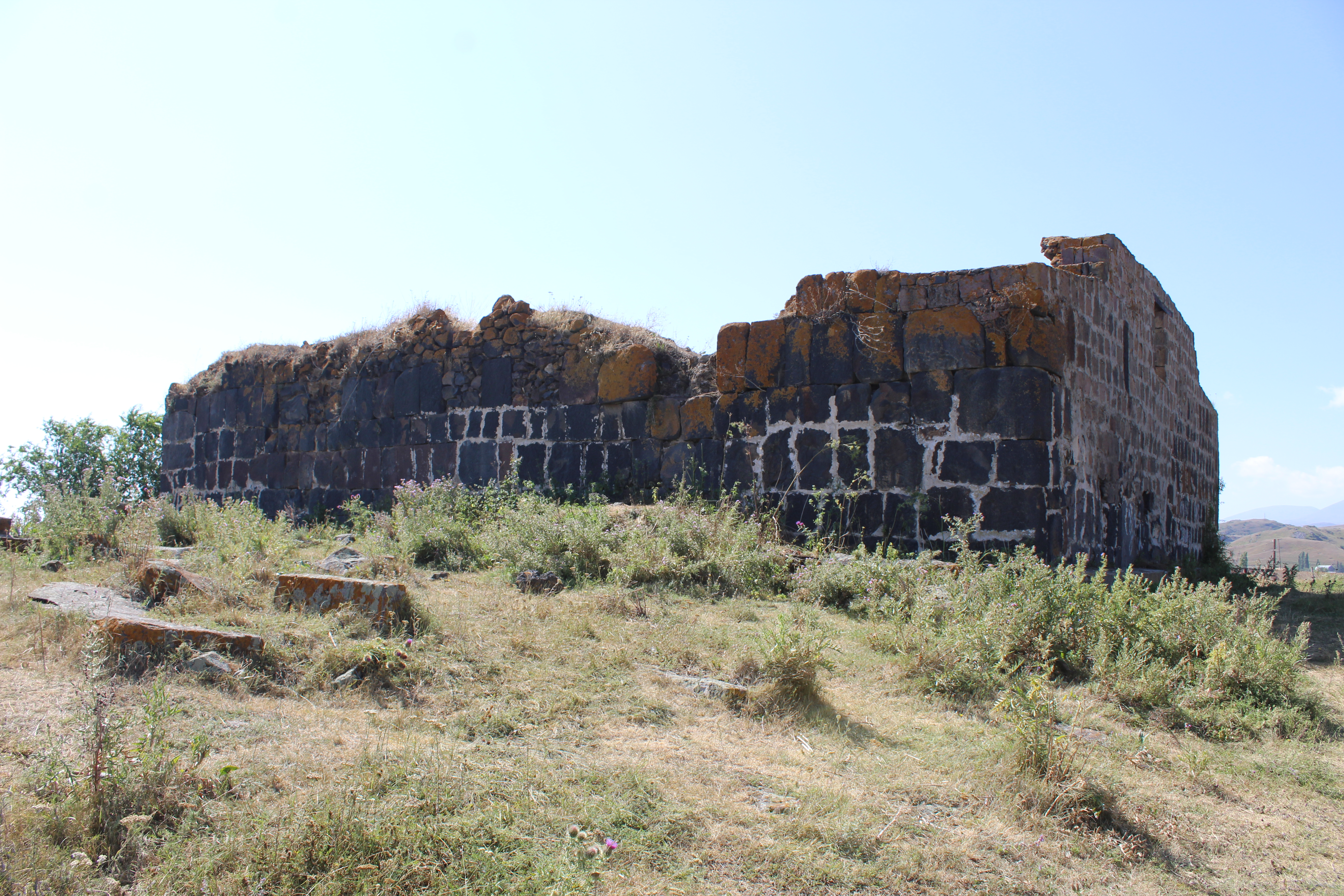
کلیسای هریپسیمه مقدس
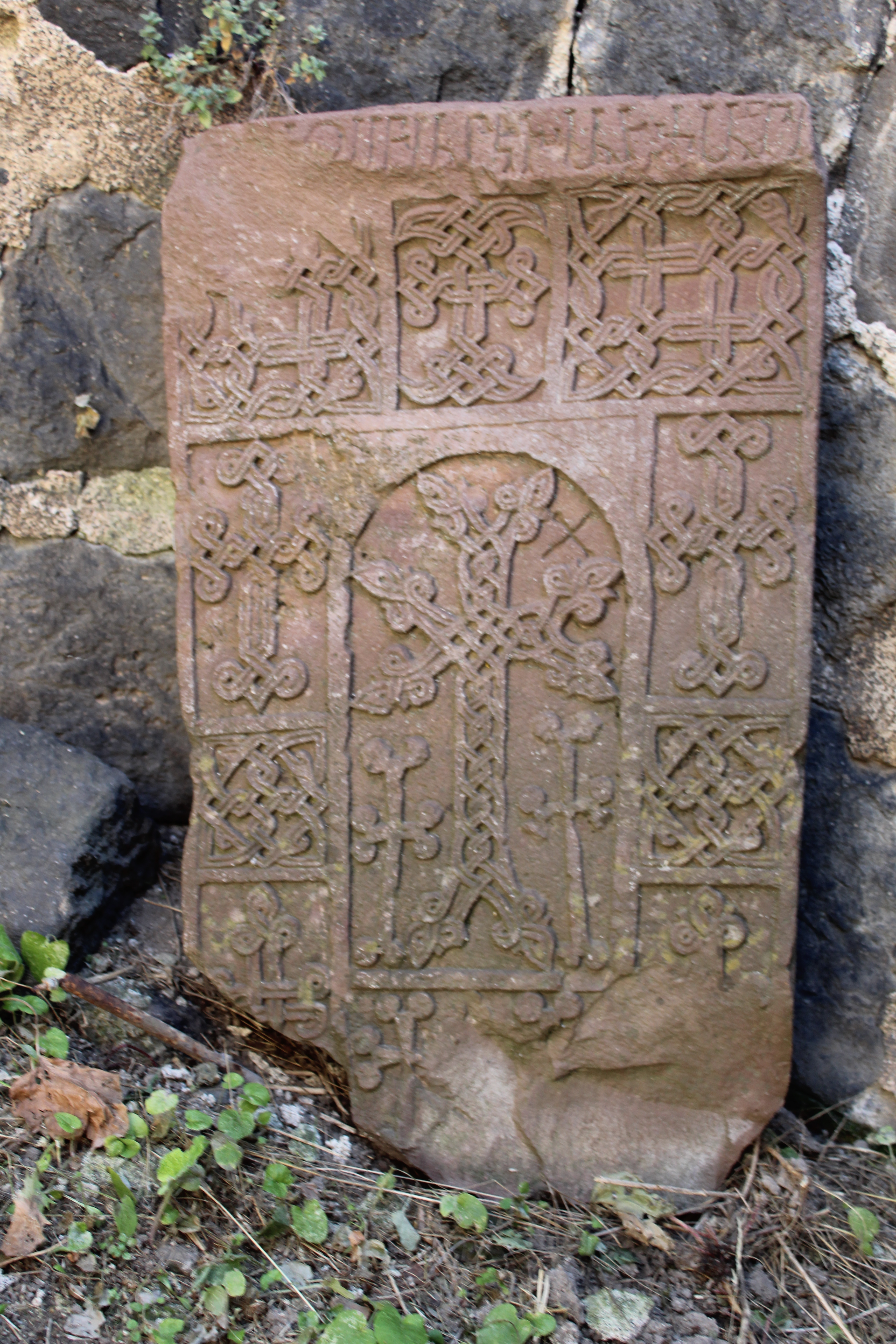
خاچکار در کلیسای هریپسیمه مقدس
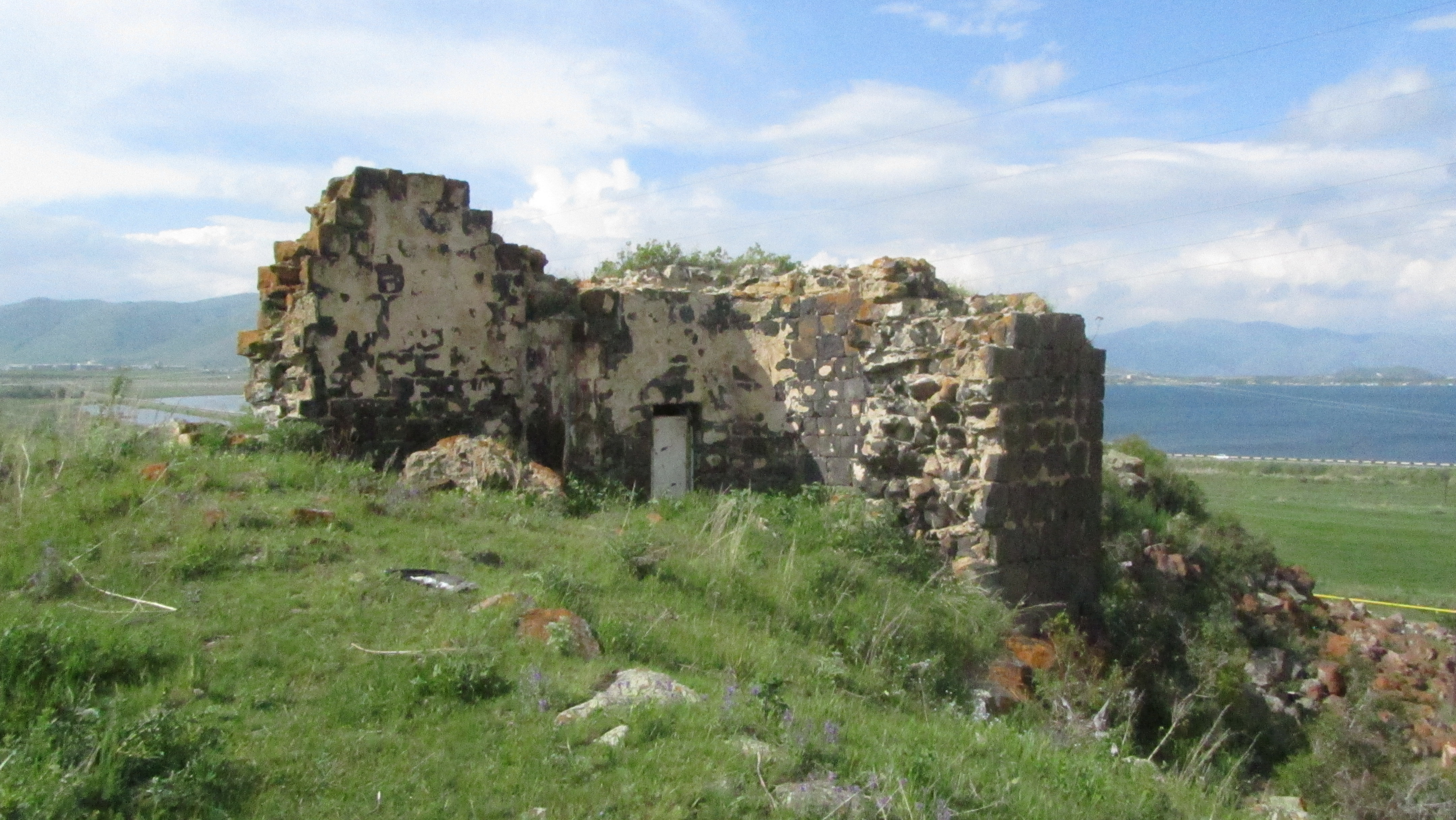
کلیسای گاندزاوانک
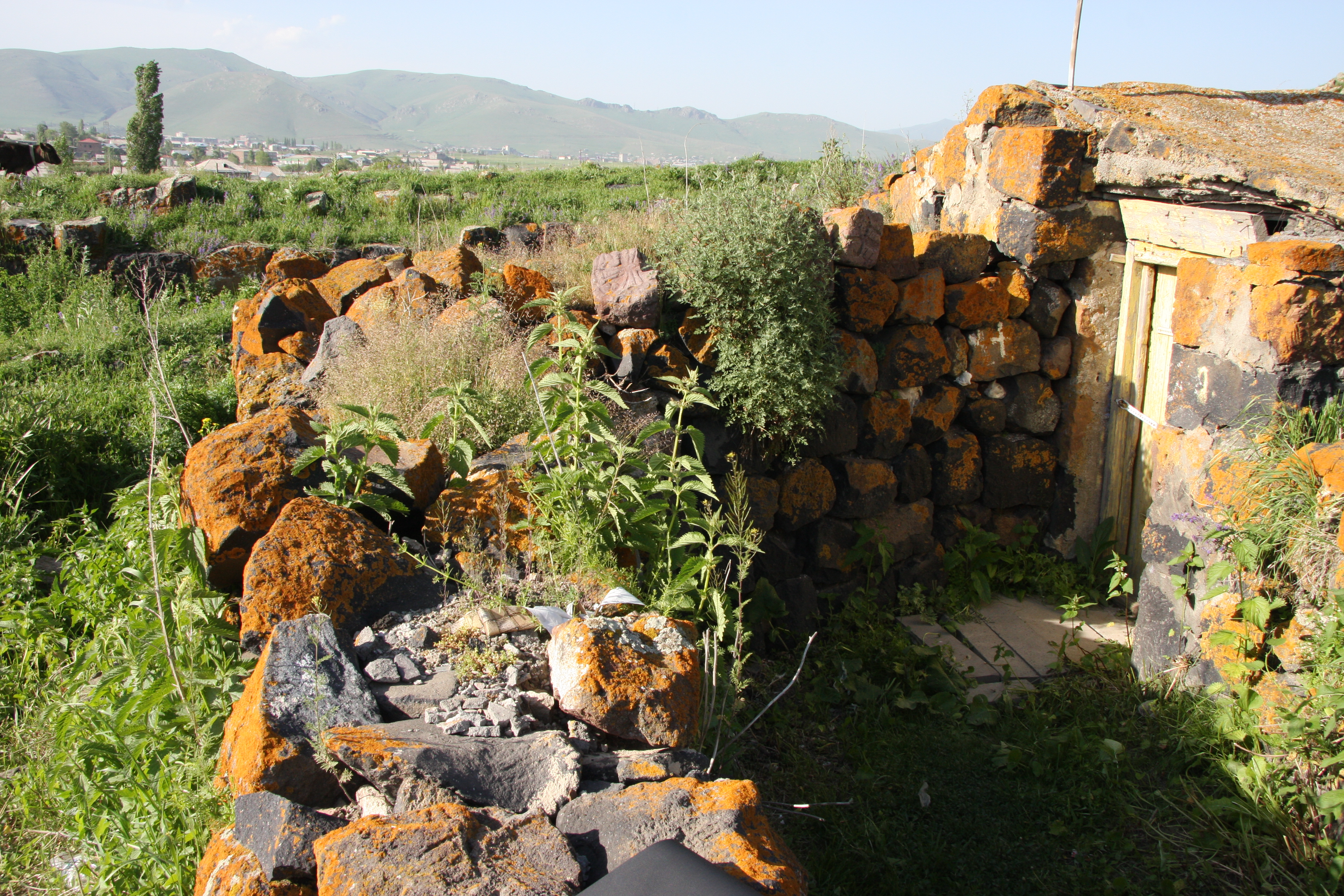
صومعه قرمز
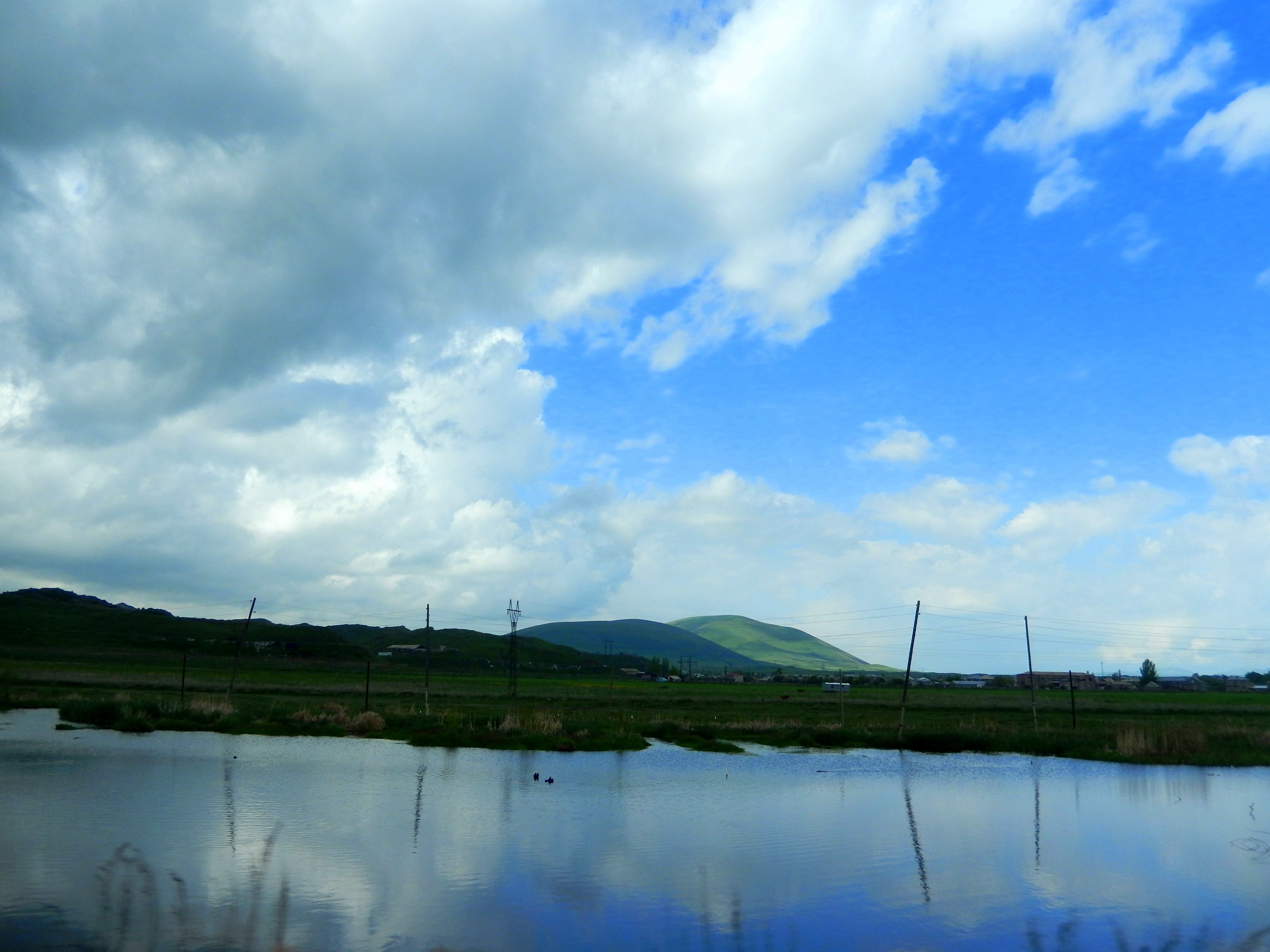
نمایی از دریاچه سوان اطراف لچاشن